# Розендаль
Розендаль (нем. Rosendahl) — община в Германии, в земле Северный Рейн-Вестфалия.
Подчиняется административному округу Мюнстер. Входит в состав района Косфельд.  Население составляет 10 905 человек (на 31 декабря 2010 года). Занимает площадь 94 км².
Коммуна подразделяется на 3 сельских округа: Дарфельд, Хольтвик и Остервик.

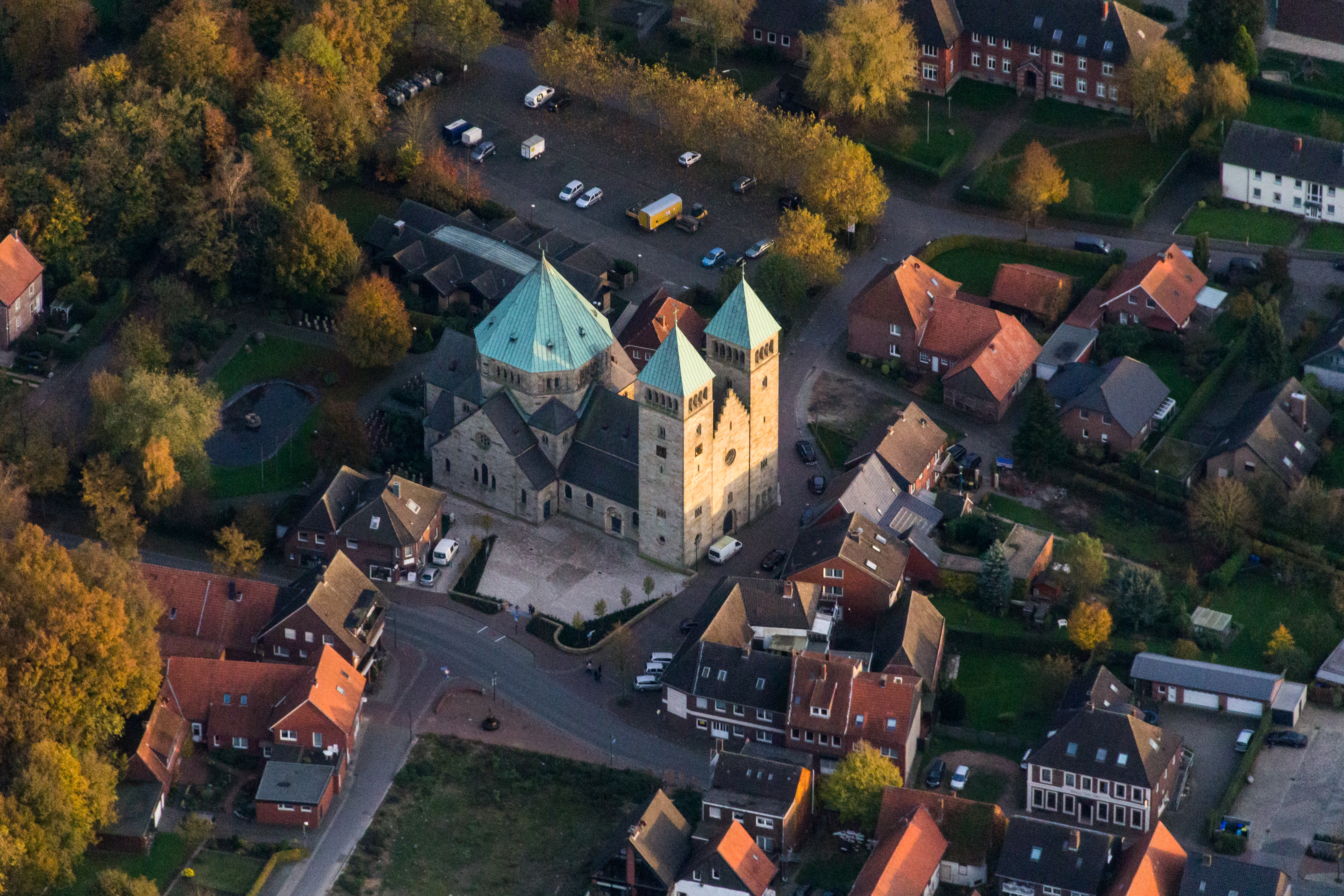
Церковь святых Фабиана и Севастиана, Остервик
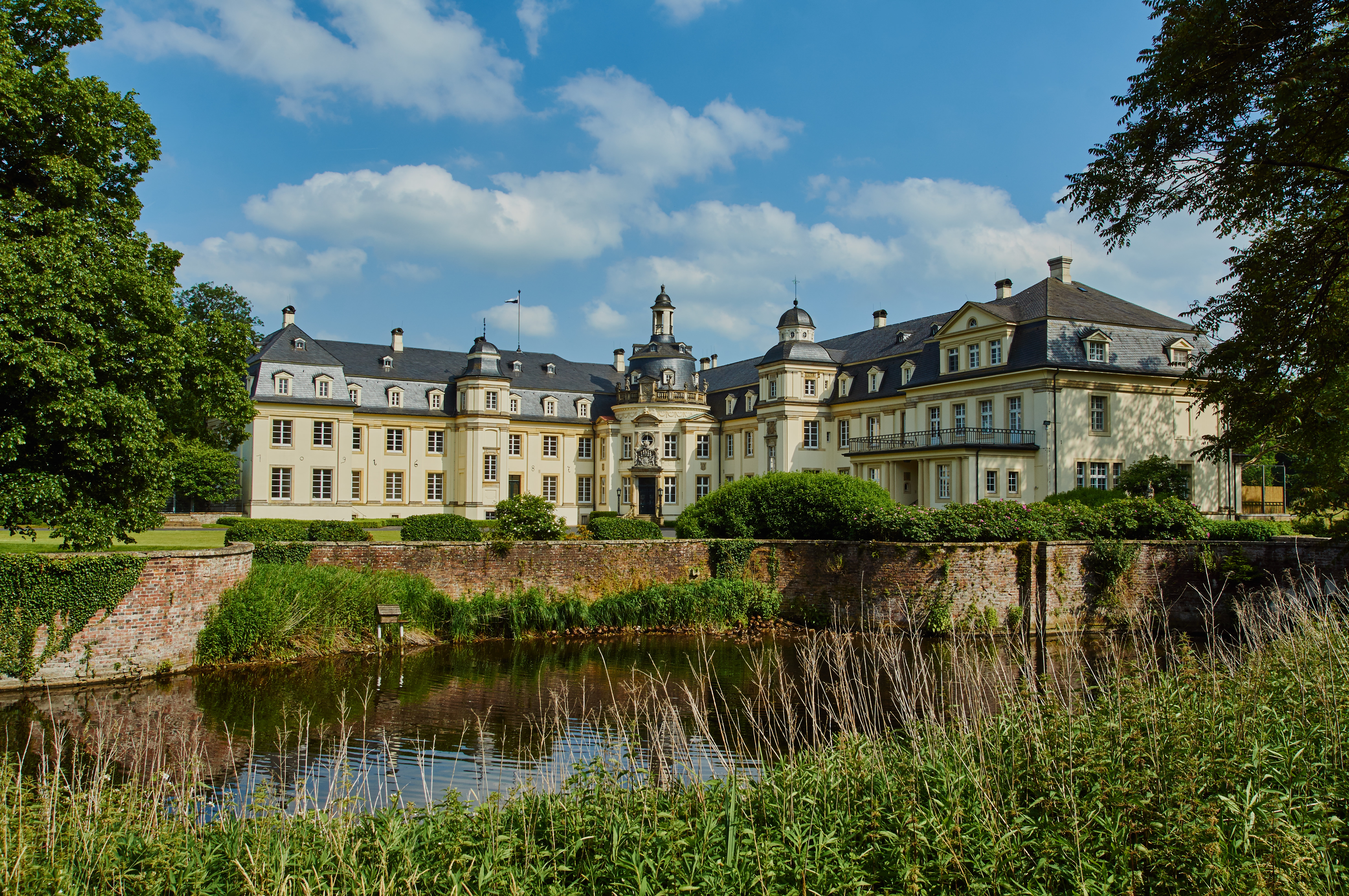
Дворец Фарлар
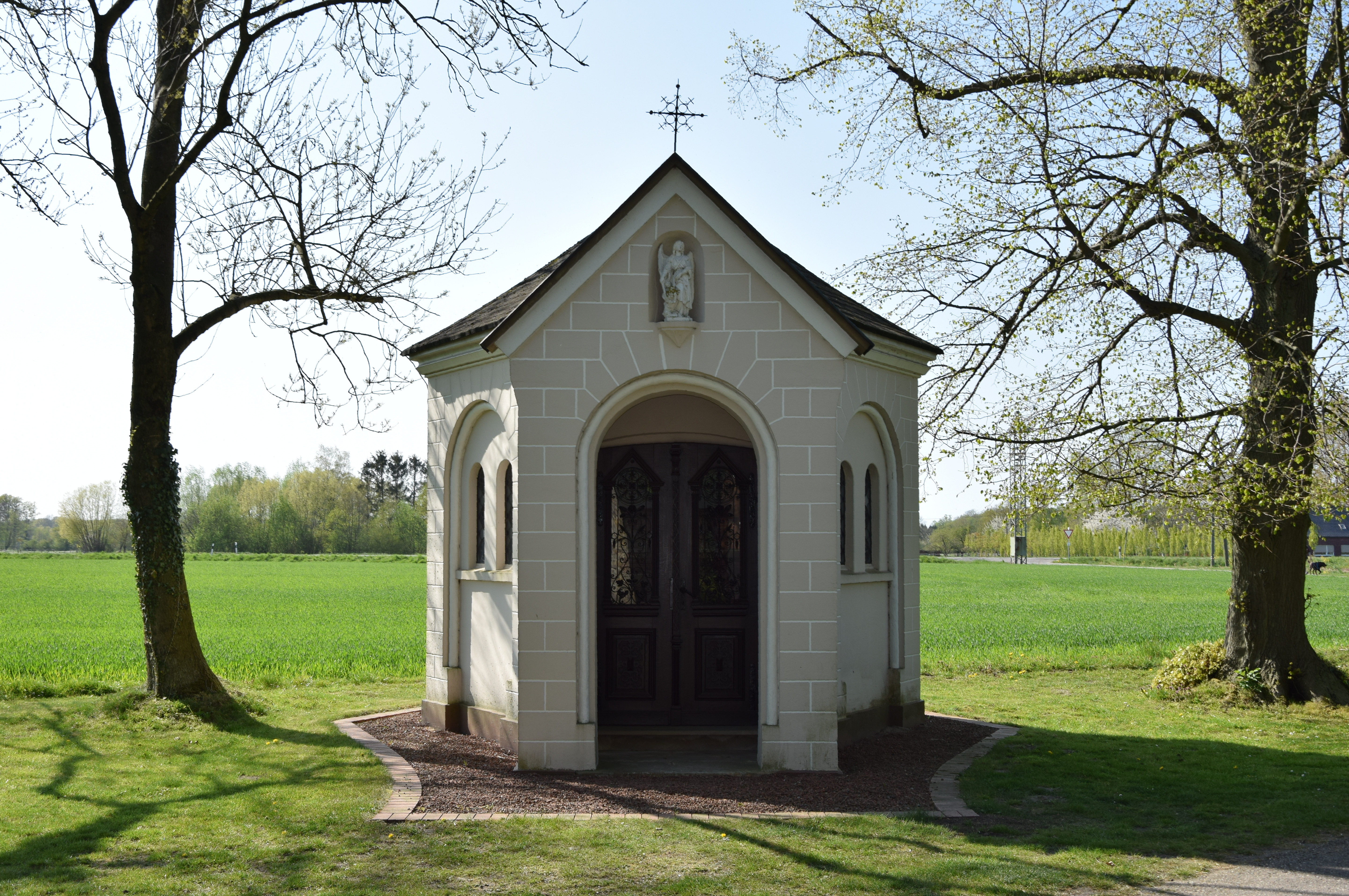
Придворная часовня в Дарфельде

## Достопримечательности
- Замок Дарфельд